# پال ورنیک
پال ورنیک (انگلیسی: Paul Wernick) فیلم‌نامه‌نویس و تهیه‌کننده اهل کانادا است.

## فیلم‌شناسی
- سرزمین زامبی‌ها (۲۰۰۹) - فیلم‌نامه‌نویس، تهیه‌کننده اجرایی
- جی. آی. جو: تلافی (۲۰۱۳) - فیلم‌نامه‌نویس
- ددپول (۲۰۱۶) - فیلم‌نامه‌نویس، تهیه‌کننده اجرایی
- حیات (۲۰۱۷) - فیلم‌نامه‌نویس
- ددپول ۲ (۲۰۱۸) - فیلم‌نامه‌نویس، تهیه‌کننده اجرایی
- شش زیرزمینی (۲۰۱۹) - فیلم‌نامه‌نویس، تهیه‌کننده اجرایی
- سرزمین زامبی‌ها: شلیک نهایی (۲۰۱۹) - فیلم‌نامه‌نویس، تهیه‌کننده اجرایی

## جوایز
- نامزد جایزه اسکریم بهترین فیلم‌نامه - سرزمین زامبی‌ها (۲۰۰۹)
- برنده جایزه گلدن اشموز بهترین فیلم‌نامه سال - ددپول (۲۰۱۶)
- برنده جایزه امپایر بهترین فیلم‌نامه - ددپول (۲۰۱۶)
- نامزد جایزه ساترن بهترین فیلم‌نامه - ددپول (۲۰۱۶)